# Wasabi

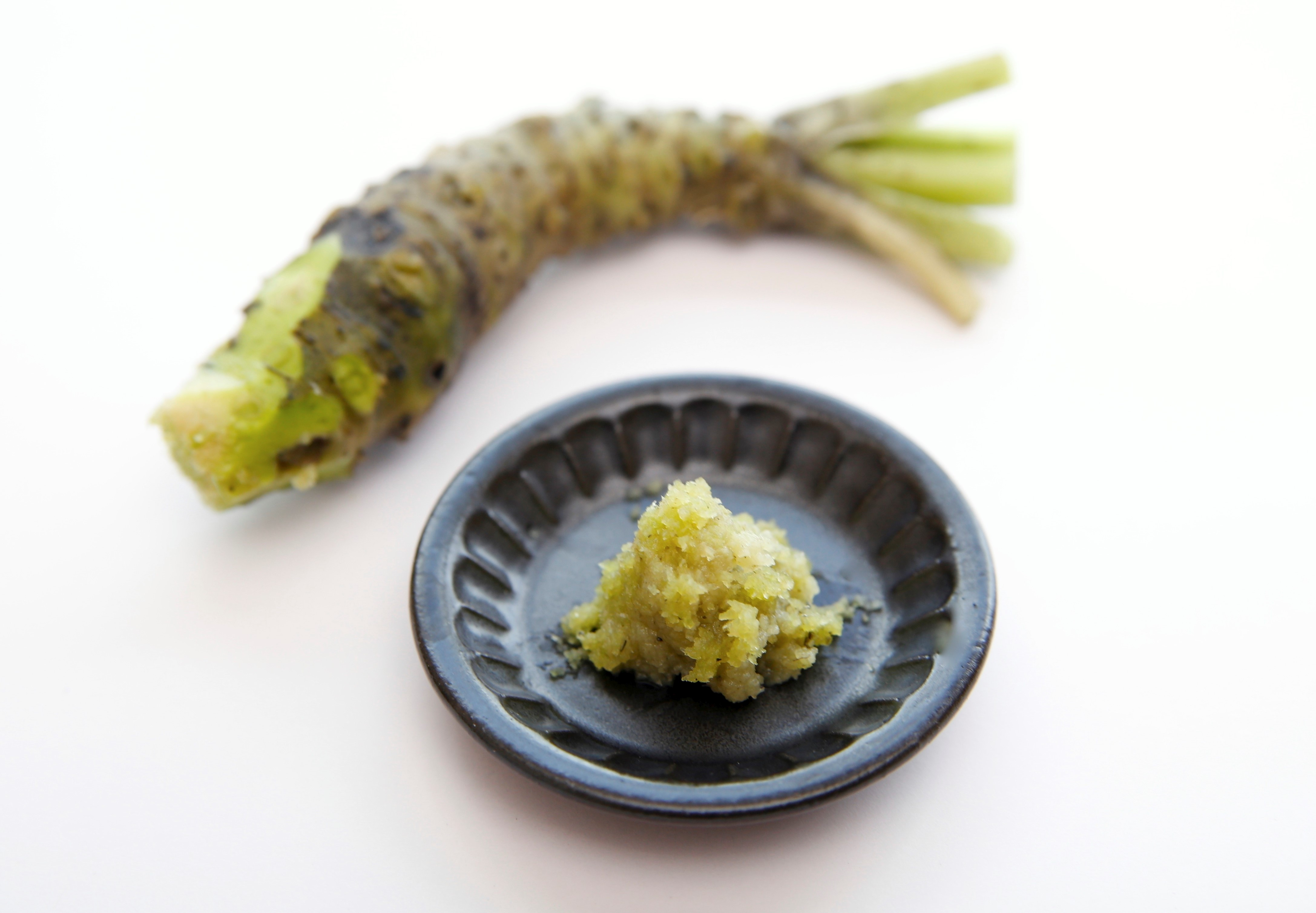
Wasabi

El wasabi (山葵 o ワサビ?) es una especia o condimento picante de la cocina japonesa, que se usa a menudo en el sushi y otros platos con pescado. Se extrae del rizoma de la planta del mismo nombre, un rábano con el nombre científico de Eutrema japonicum o Cochlearia wasabi, que pertenece a la familia de las brasicáceas (sinónimo de crucíferas), a la que también pertenecen el nabo, la mostaza y el repollo. 
Tiene un sabor complejo, picante seguido de un sabor dulce y se utiliza principalmente para mojar el sushi. En general es usado para decorar platos de pescado o carne.
Su fuerza, más que en el picor, reside en los vapores que se transmiten a lo largo de la fosas nasales y que producen una sensación de ardor. Esta sensación no permanece demasiado tiempo a diferencia del picor producido por los chiles o guindillas. El wasabi crece de forma compleja  en Japón y la isla de Sajalín.

## Características

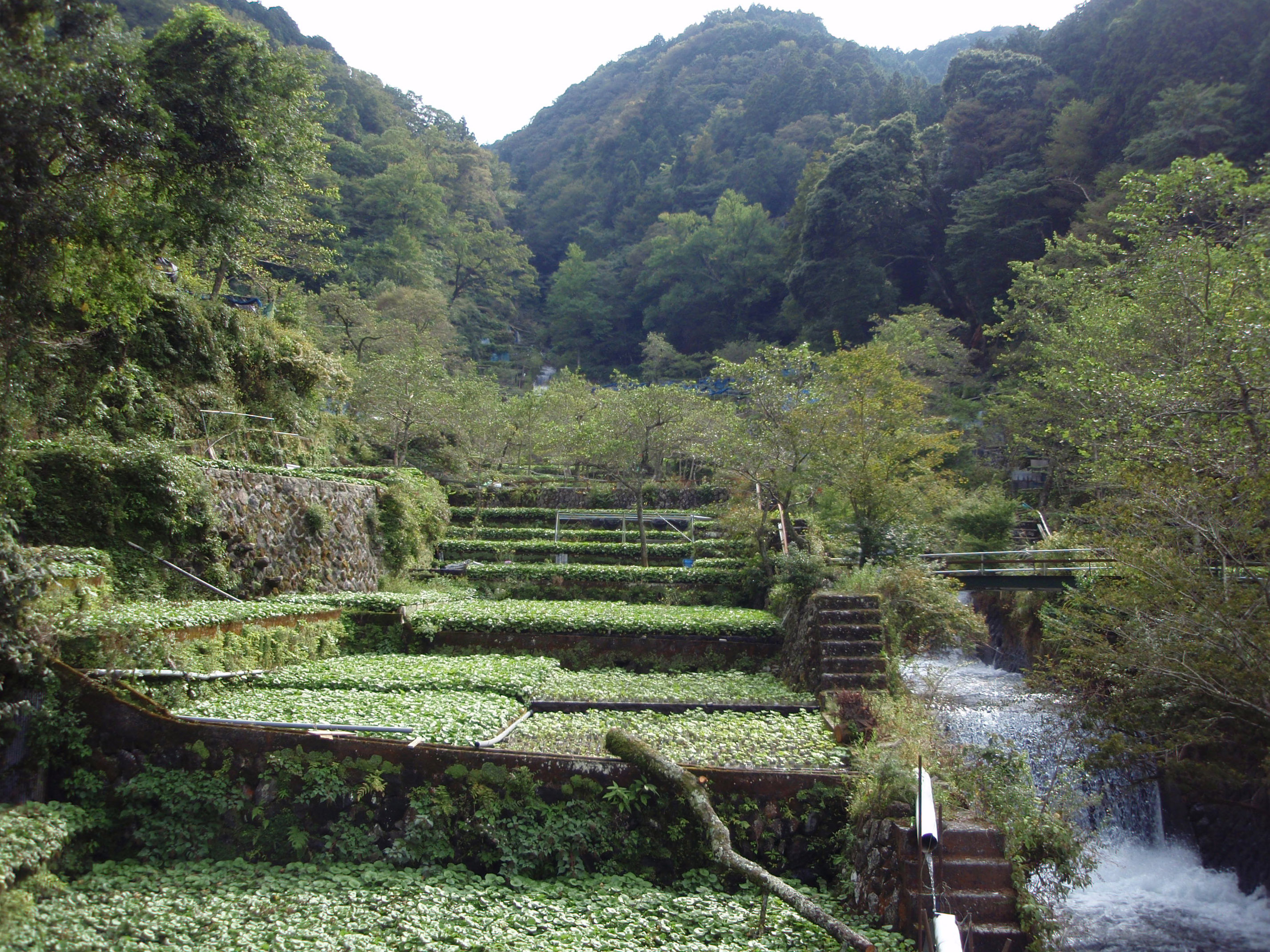
Cultivos de wasabi, en la península de Izu.

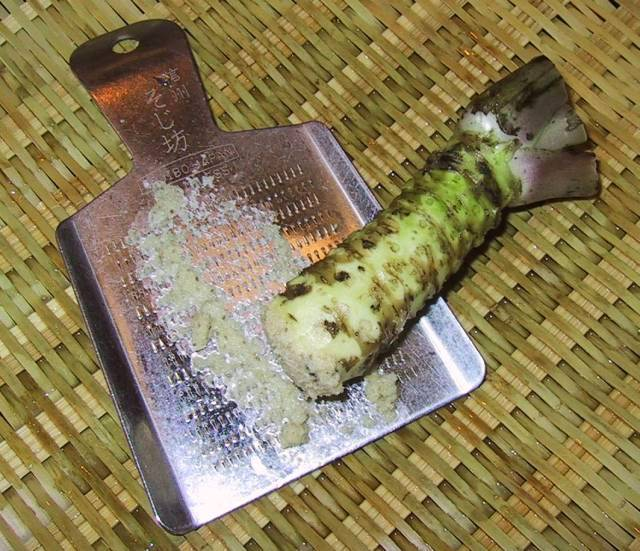
Wasabi pulverizado en un rallador especializado para tal efecto.

Se usa como condimento en muchos platos de comida japonesa, como el sushi, el sashimi o en algunos tipos de donburi. En Japón también es posible encontrarlo en forma de brotes que se pueden consumir en ensaladas y que tienen algo del sabor del tallo del wasabi. También hay aperitivos con sabor a wasabi.
El wasabi es escaso, difícil de producir y caro, incluso en Japón, por lo que muchas veces se suele recurrir a sucedáneos de wasabi, ya sea en forma de polvo al que debe añadirse agua y remover o envases de tubo listos para su utilización. Estos sucedáneos están hechos a base de rábano picante al que se le añade un colorante verde y es la pasta que se sirve en la mayoría de los restaurantes tanto en Japón como fuera de él. Para distinguir el wasabi artificial del auténtico, en Japón se denomina a este último hon-wasabi (本山葵, wasabi auténtico). El hon-wasabi se vende fresco en forma de raíz, y debe rallarse y mezclarse con agua en el momento en el que se vaya a consumir.

### Picor
El picor del wasabi, tomado en concentraciones fuertes, no se parece al picor producido por las pimientas o similares (ají, chile, jengibre, guindilla, etc.). Como el de la mostaza, es un picor que sube por las fosas nasales y provoca rápidamente goteo de nariz y lagrimeo, poco duradero, siempre en concentraciones fuertes que no suelen encontrarse en los alimentos ya preparados. El picor se debe a la presencia de isotiocianatos, que inhiben el crecimiento de microorganismos.

### Usos
El wasabi es utilizado para envolver los pescados crudos ya que posee propiedades antibacterianas y antisépticas. Un ejemplo de ello es el sushi, ya que este plato de origen japonés se sirve con una pequeña cantidad de wasabi para eliminar las bacterias perjudiciales que pueda contener el pescado crudo. El wasabi también se utiliza para desinfectar heridas.[cita requerida]

### Etimología
Los caracteres kanji "山" (Shan) y "葵" (Kui)- (Shan Kui, en chino) por separado, no tienen nada que ver con la pronunciación wasabi. Los ideogramas 和佐比 aparecieron por primera vez en Los nombres japoneses de las hierbas medicinales (本葵草和) del año 918.[cita requerida].

### Beneficios para la salud
Los beneficios del wasabi para la salud son innumerables:
- Efectos antiinflamatorios del wasabi en las fosas nasales y sumamente útil para ayudar a eliminar inflamaciones en otras partes del cuerpo.
- Al no ser irritante para el estómago puede ser utilizado en caso de infección intestinal o diarreas, pues elimina bacterias que pueden ser muy perjudiciales y además actúa a nivel pulmonar en caso de asma y catarros.
- Importante fuente de vitamina C, elevando las defensas naturales del organismo y proporcionando un efecto antioxidante lo que ayuda a proteger las células de los radicales libres causantes de diferentes tipos de cáncer.
- El uso del wasabi ayuda a prevenir la formación de coágulos de sangre, lo que posibilita la prevención de diferentes trombosis que pueden afectar el cerebro o la formación de coágulos que se pueden alojar en los pulmones.
- Previene también el crecimiento de células cancerígenas que se encuentran en el estómago, pues si bien este estudio está en etapa de desarrollo se están obteniendo resultados sorprendentes.[4]